# Нипава (Манитоба)
Нипава (енгл. Neepawa) је варошица у југозападном делу канадске провинције Манитоба и део је географско-статистичке регије Вестман. Насеље се налази на око 60 км западно од језера Манитоба и око 60 км североисточно од града Брандона. Од административног центра провинције града Винипега удаљен је око 170 км западније. Кроз варошицу пролази деоница аутопута број 16 и магистрални друм 5.
И Нипава је као и бројна друга насеља у овој области настала као трговачка станица за трговину крзнима. Име насеља потиче од народа Кри и означава земљу изобиља. Интензивније насељавање десило се око 1877. године, а већ 1883. Нипава добија службени статус варошице. Прва школа у насељу је отворена већ 1881, а 1904. подигнута је и болница.
Пољопривреда је најважнија привредна делатност у овом делу Манитобе. Нипава се посебно истиче по узгоју тулипана који се извозе широм света, па отуда ово насеље носи титулу светске престонице тулипана. Сваке године у јулу месецу овде се одржава фестивал посвећен овом цвећу. Због својих лепо уређених грађевина и паркова често је називају и најлепшим насељем у провинцији.

## Демографија
Према резултатима пописа становништва из 2011. у варошици је живело 3.629 становника у укупно 1.528 домаћинства (од чега 62 нерезидентна стамбена објекта) , што је за 10% више у односу на 3.298 житеља колико је регистровано приликом пописа 2006. године.
| 1996. | 2001. | 2006. | 2011. | 2016. |
| ----- | ----- | ----- | ----- | ----- |
| 3.301 | 3.325 | 3.298 | 3.629 | 4.069 |